# Max von Sieg

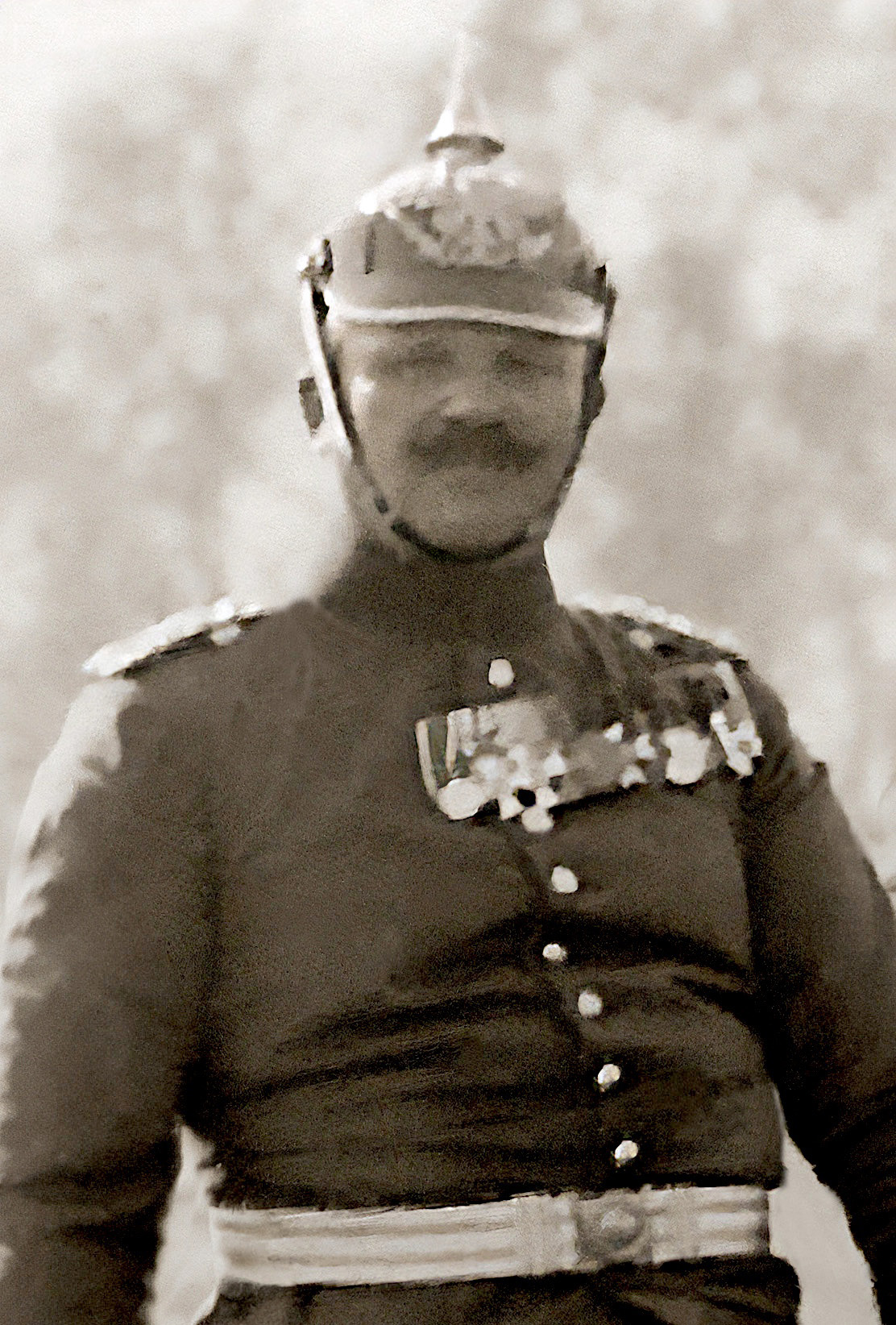
Max von Sieg als Oberst am 28. Mai 1910 in Metz

Max Hermann Ferdinand Johann Sieg, ab 1901 von Sieg (* 4. März 1859 zu Raczyniewo (Kreis Kulm); † 24. März 1937 in Neureut) war preußischer Offizier und zuletzt General der Infanterie a. D.

## Leben

### Herkunft
Max Sieg war der Sohn des Rittergutsbesitzer Alexander Sieg (* 11. September 1814 in Billberge; † 18. April 1845 in Raczyniewo), seine Mutter war Adelheid Berta von Loga (1818–1867).

### Militärkarriere
Nach dem Besuch der Kadettenhäuser zu Kulm und Berlin, begann seine militärische Laufbahn am 14. April 1877 als Sekondelieutenant im 4. Garde-Regiment zu Fuß. Seit dem 11. November 1880 als Adjutant des 2. Bataillons und mit Beförderung am 16. Oktober 1886 zum Premierleutnant, daraufhin als Adjutant beim Regimentsstab seit dem 28. Oktober 1886.
Am 21. Juni 1888 unter Stellung à la suite vom 4. Garde-Regiment zu Fuß, als Adjutant zur 3. Garde-Infanterie-Brigade abkommandiert.
Anschließende Rückkehr zum 4. Garde-Regiment zu Fuß mit Beförderung zum überzähliger Hauptmann am 29. Mai 1891 und als Chef der 10. Kompanie zum 22. August 1891.
Als Adjutant zur 1. Garde-Infanterie-Division am 22. März 1897 und unter Verleihung des Charakter als Major in das Kaiser Franz Garde-Grenadier-Regiment Nr. 2 mit dem Patent vom 10. September 1898 zum Major.
Am 27. Januar 1900 als Bataillons-Kommandeur zum 2. Garde-Regiment zu Fuß mit Stellung als außeretatmäßiges militärisches Mitglied des Reichs-Militärgerichts, unter Versetzung zu den Offizieren à la suite der Armee ernannt.
Zur Feier des zweihunderten Jahrestages der Annahme der Preußischen Königswürde am 18. Januar 1901 wurde Max Sieg in den Adelsstand erhoben.
Am 22. April 1905 befördert zum Oberstleutnant und Versetzung zum Stab des Infanterie-Regiments Nr. 83 in Kassel.
Anschließende Beförderung zum Oberst am 21. März 1908 wird Sieg am 2. April 1908 zum Kommandeur des Königs-Infanterie-Regiments Nr. 145 benannt.
Darauf folgte die Führung der 68. Infanterie-Brigade am 1. Juli 1911 in Metz. und am 13. September 1911 zum Generalmajor mit Ernennung zum Kommandeur dieser Brigade.
Am 1. Oktober 1912 zum Inspekteur der Landwehr Inspektion Karlsruhe, bei der er den Charakter als General-Leutnant am 20. Mai 1914 erlangte.
Die Ernennung zum Kommandeur der 55. Reserve Infanterie-Brigade erfolgte am 2. August 1914, bei der er am 28. September 1914 bei Contalmaison eine Verwundung erlitt.
Nach erfolgter Genesung am 20. Oktober 1914 zum Kommandeur der 25. Reserve Infanterie-Brigade ernannt.
Am 10. August 1916 wird General-Leutnant v. Sieg in Genehmigung seines Abschiedsgesuchs – mit der gesetzlichen Pension – zur Disposition gestellt.
Nach dem Krieg erhielt er am 4. August 1920 den Charakter als General der Infanterie a. D. und schied aus dem Militärdienst aus.

### Familie
Max Sieg heiratete am 28. September 1899 Adelheid Emilie Margarete Sieg in Berlin. Aus der Ehe gingen die Söhne Gustav Alexander Max-Christian (* 26. August 1900) und Johann Alexander Gustav Max-Joachim (* 6. Oktober 1903) hervor.

## Orden und Ehrenzeichen
- Rettungsmedaille am Band[22]
- Roter Adlerorden II. Klasse mit Eichenlaub[23]
- Kronenorden II. Klasse[24]
- Österreichischer Franz-Joseph-Orden Ritterkreuz[24]
- Verdienstorden (Waldeck) Offizierskreuz 3. Klasse[24]
- Italienischer Orden der Heiligen Mauritius und Lazarus Ritterkreuz[24]
- Russische Sankt-Stanislaus-Orden 2. Klasse[24]
- Bulgarische Militärverdienstorden Kommandeurskreuz[24]
- Griechischer Erlöserorden Ritter des goldenen Kreuzes[24]
- Russischer Orden der Heiligen Anna III. Klasse[24]
- Großoffizierkreuz des Ordens der Italienischen Krone[24]
- Mexikanischer Guadalupe-Orden Komturkreuz[24]